# Dan Vuerich
Dan Vuerich (n. 24 ianuarie 1941, orașul Comănești, județul Bacău) este un inginer român, care a îndeplinit funcția de consilier de stat la Compartimentul Personal - Organizare al Administrației Prezidențiale (2000-2007).

## Biografie
Dan Vuerich s-a născut la data de 24 ianuarie 1941, în orașul Comănești (județul Bacău). A absolvit cursurile Institutului Politehnic din București (1964), obținând diploma de inginer în tehnologia construcțiilor de mașini. 
După absolvirea facultății în anul 1964, a lucrat la Întreprinderea Autobuzul din București, actualmente ROCAR S.A., având funcții diferite până la acele de director general (1985-1994), manager general (1994-1997) și consilier al directorului (1997-2000). De asemenea, a fost și profesor de cultură la Liceul Industrial "Autobuzul".
La alegerile locale din iunie 1996, Dan Vuerich a candidat din partea PDSR la postul de primar al sectorului 5 al municipiului București, dar a pierdut în turul doi în fața lui Călin Cătălin Chiriță. 
La data de 21 decembrie 2000, a fost numit în funcția de consilier de stat la Compartimentul Personal - Organizare al Administrației Prezidențiale, fiind păstrat și sub administrație lui Traian Băsescu. El a demisionat din motive personale din această funcție la data de 28 iunie 2007. 
Conform CV-ului afișat pe site-ul Administrației Prezidențiale, el a precizat că vorbește franceză, engleză și rusă "slab". 